# Five Years
Five Years és una sèrie de còmics escrita i dibuixada per Terry Moore, iniciada el 2019 i publicada de manera independent sota el seu segell Abstract Studio. Compta amb deu números, en blanc i negre, i va finalitzar el 2020.
L'autor reuneix algunes de les seves protagonistes d'obres anteriors en una missió internacional per salvar l'existència de la humanitat: l'obra reprèn els esdeveniments recents de Strangers in Paradise XXV, el còmic anterior, i explica la història d'«un grup de dones decidides a combatre un perill que podria acabar amb el món, amenaçant d'exterminar la humanitat en un termini de cinc anys».

## Argument
Un text escrit per Lilith amb la fórmula per a una arma capaç de destruir l'hidrogen, l'element més comú de l'univers, s'ha filtrat a les potències nuclears del món; ara els seus laboratoris competeixen entre ells i treballen en la construcció de la bomba Phi per fer-hi proves. Quan Tambi s'assabenta d'això decideix trobar els laboratoris i aturar-los i reuneix un equip d'intervenció format per Ivy Raven, Julie Martin, Rachel i Zoe. Katchoo i Francine, preocupades pel que passarà, es traslladen a una platja remota amb les seves filles i Sam, la seva nova guardaespatlles; allà, Katchoo idea una solució al problema. Tambi envia Rachel i Zoe a Moscou perquè hi reclutin el seu millor físic i així evitar que aquesta bomba sigui mai construïda. Però la missió perilla i Tambi haurà d'intentar convèncer Katchoo perquè deixi la família i executi un darrer encàrrec com a noia Parker: lluitar per aturar l'extinció de la humanitat.

## Personatges
Entre els protagonistes d'aquesta història coral hi trobem personatges de totes les sèries de còmics anteriors de Moore: Francine, Katchoo i Tambi de Strangers in Paradise, Julie Martin i Ivy Raven d'Echo, Rachel i Zoe de Rachel Rising, Sam, Libby i Mike de Motor Girl, i Baker, la força motriu que connecta els còmics de Strangers in Paradise i Echo.
Les grans protagonistes són Katchoo, Rachel i Zoe, la qual s'apropia de l'escena cada vegada que apareix. D'altra banda, tot i que Julie té un paper important a la trama, ja que la idea de la bomba Phi va sorgir a Echo, a Five Years hi fa només un parell d'aparicions secundàries i una de més rellevant cap al final; el paper de Francine queda gairebé reduït al de mare que es queda a casa cuidant de les filles, i Sam fa poc més que un parell de cameos.

## Història de la publicació
Quan el 2018 Terry Moore va decidir vincular la continuïtat de les seves obres per crear un univers còmic anomenat «Terryverse», va començar reprenent la història de Katchoo i Francine de la sèrie Strangers in Paradise a Strangers in Paradise XXV que, d'una banda, servia d'epíleg a l'arc narratiu «Parker Girl» de la sèrie original i, al mateix temps, va posar les bases de Five Years, que va iniciar la seva publicació el 2019. L'obra es defineix com un esdeveniment crossover que reuneix personatges de diferents sèries de Moore, entre els quals hi ha Tambi, Ivy Raven, Julie Martin, Rachel, Zoe i les inevitables Katchoo i Francine.
La premissa té lloc a la sèrie Strangers in Paradise XXV, on Katchoo es veu obligada a caçar una "Parker Girl" (Stephanie) que pot desemmascarar el seu passat i posar en perill la seva família. A contracor s'assabenta d'un manuscrit antic (escrit per la bíblica Lilith) que conté la fórmula per construir l'arma definitiva; com a conseqüència, diversos governs i grups de poder estan interessats en aquest text i totes les heroïnes creades per Moore seran necessàries per salvar la humanitat. La tecnologia darrere de la bomba Phi, a més, està lligada de manera directa a l'esdeveniment catastròfic que va iniciar la sèrie Echo.
El primer número va ser publicat per Abstract Studio el 29 de maig de 2019 i, deu números després, la sèrie va finalitzar el 24 de juny de 2020. La sèrie es va recopilar en dos volums de tapa tova: Fire In The Sky, 90 pàgines que recollien els cinc primers números i que va sortir al mercat el 4 de desembre de 2019, i Stalemate, que reunia els cinc darrers números de la sèrie en 106 pàgines i va comercialitzar-se el 2020. El setembre de 2020 va publicar-se una compilació dels deu números de Five Years en un «òmnibus» de tapa dura, que contenia com a extra un quadern de dibuixos de sis pàgines.